# Distichlicoccus fontanus
Distichlicoccus fontanus är en insektsart som beskrevs av Ferris 1950. Distichlicoccus fontanus ingår i släktet Distichlicoccus och familjen ullsköldlöss. Inga underarter finns listade i Catalogue of Life.